# Canadese Schaakfederatie
De Canadese Schaakfederatie of CFC (Engels: Chess Federation of Canada, Frans: Fédération canadienne des échecs) is de overkoepelende sportbond van de schaaksport in de Canada. De bond is aangesloten bij de Fédération Internationale des Échecs (FIDE), de internationale schaakbond. De bond werd in 1872 opgericht en heeft zijn zetel in Burlington (Ontario).
De federatie is verantwoordelijk voor de organisatie van het Canadees schaakkampioenschap voor mannen, vrouwen en jongeren. Het vaardigt ook het Canadese team af voor de tweejaarlijkse schaakolympiade. De Canadese Schaakfederatie hanteert haar eigen Elo-rating en verleent ook de titel van nationaal meester aan topschakers.
Binnen de federale staat Canada bestaan er ook provinciale schaakbonden, waarvoor de Canadese Schaakfederatie als overkoepelende entiteit dienstdoet.